# مای گوتو
مای گوتو (انگلیسی: Mai Goto؛ زادهٔ ۲۲ اوت ۱۹۸۲) صداپیشگی در ژاپن اهل ژاپن است.